# IEEE Computer Society

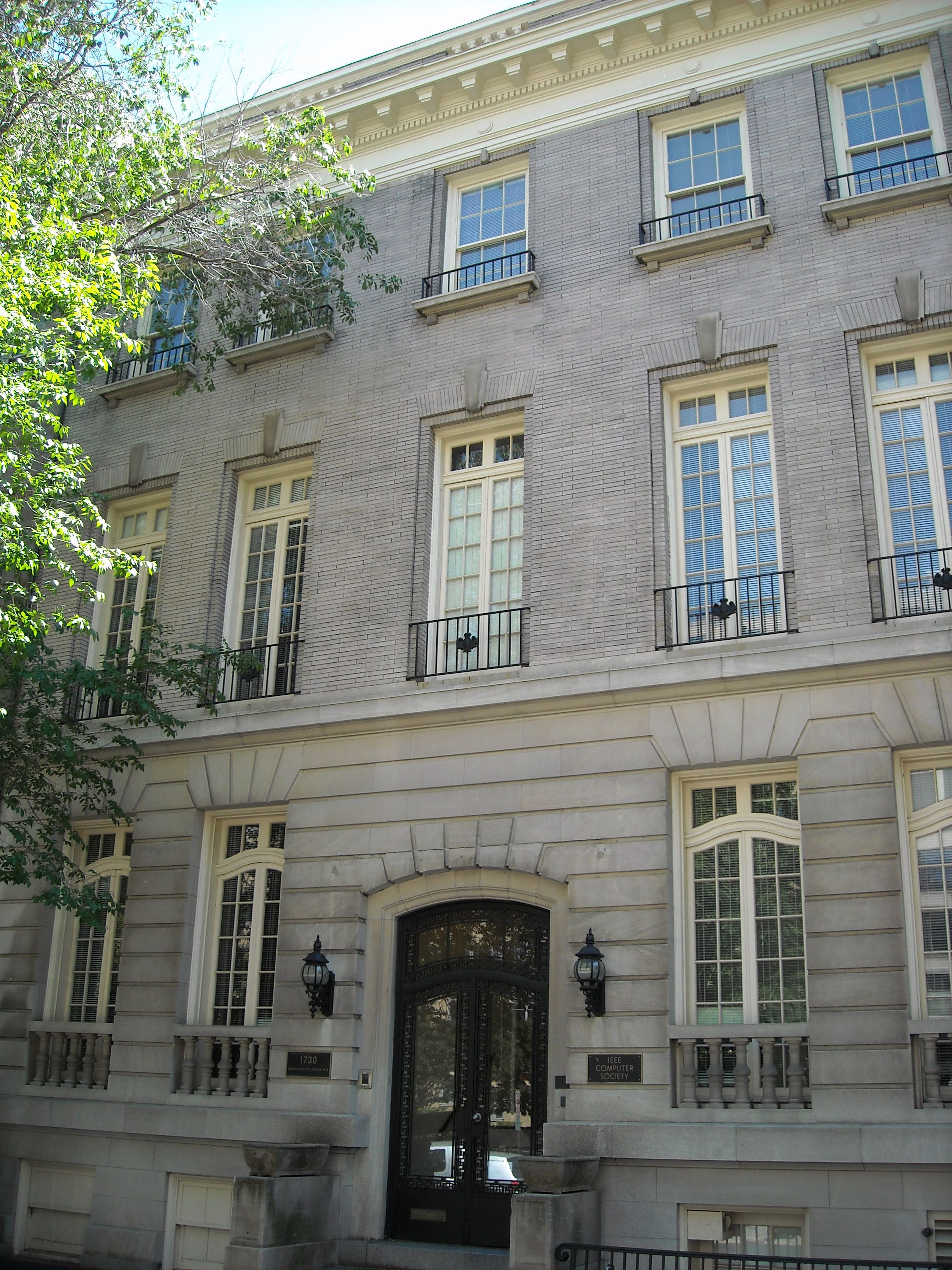

La IEEE Computer Society è una delle società tecniche dello Institute of Electrical and Electronics Engineers (IEEE, usualmente letto "eye-triple-e"). Fu fondata nel 1963 quando l'American Institute of Electrical Engineers (AIEE) e l'Institute of Radio Engineers (IRE) si fusero a creare lo IEEE. Il Subcommittee on Large-Scale Computing dell'AIEE (fondato nel 1946) e il Technical Committee on Electronic Computers dell'IRE (fondato nel 1948) si unirono per creare lo IEEE Computer Group, che nel 1971 divenne la attuale IEEE Computer Society.
La IEEE Computer Society è la più grande società tecnica di professionisti dell'informatica nel mondo.

## Ruolo in IEEE
Nella gerarchia dello IEEE, la Computer Society è una delle circa 40 technical society organizzate sotto il Technical Activities Board. La sua dimensione grandissima (circa 100.000 soci nel 2004) e le sue attività in un campo molto vasto la portano però a godere di uno status di rilievo, con ben 2 membri votanti nel comitato direttivo di 31 membri dell'associazione e una rappresentanza diretta nel comitato esecutivo. Gestisce molte pubblicazioni, conferenze, e attività di membership in modo molto indipendente.

## Obiettivi
Obiettivo della Computer Society è: “advancing the theory, practice, and application of computer and information processing technology.”  La sua missione associativa è: “to be the leading provider of technical information and services to the world's computing professionals.”

## Attività
Dal quartier generale di Washington (con uffici in California e in Giappone), la Computer Society supervisiona la pubblicazione di 14 magazine periodici (inclusi Computer, la rivista della society, e IEEE Software) oltre a 14 journal scientifici. Questi ultimi sono noti come “Transactions,” (ad esempio IEEE Transactions on Computers oppure IEEE Transactions on Software Engineering). Le "Transactions" sono note nel mondo scientifico come una delle venue di pubblicazione ingegneristica con criteri più stringenti. Due di essi sono pubblicati congiuntamente con la Association for Computing Machinery. La society organizza anche 150 conferenze all'anno, anche grazie ai suoi 200 capitoli locali nel mondo. Coordina anche una cinquantina di comitati tecnici, di "councils" e di task forces. Partecipa nello sviluppo di sistemi di apprendimento a distanza e nell'accreditamento di programmi di studi in informatica ed ingegneria. Opera una dozzina di gruppi per lo sviluppo di standard.

## Capitolo Italiano
Il capitolo italiano della IEEE Computer Society conta circa 1250 membri (Marzo 2008), ed è pertanto la più grande associazione italiana di professionisti dell'informatica.

## Relazione con altre associazioni
Tradizionalmente afferiscono alla Society persone con titoli di studio ingegneristici, in particolare ingegneri elettronici o informatici, più che persone laureate in informatica o scienza dell'informazione. Queste ultime spesso fanno riferimento alla Association for Computing Machinery (ACM). ACM ha circa 80.000 membri (a data del 2004) e coopera con la Computer Society in pubblicazioni e conferenze. Esiste anche un programma congiunto di membership che riconosce uno sconto a chi si iscrive ad entrambe le organizzazioni.

## Figure di spicco
Tra le figure di spicco della IEEE Computer Society si possono menzionare Charles Concordia, W.H. MacWilliams, Morton Astrahan, Edward McCluskey and Albert Hoagland.